# WTA Tour Championships 1993
WTA Tour Championships 1993, známý také jako Turnaj mistryň 1993 nebo oficiálně Virginia Slims Championships 1993, představoval závěrečný tenisový turnaj ženské profesionální sezóny 1993 pro šestnáct nejvýše postavených žen ve dvouhře a osm nejlepších párů ve čtyřhře na žebříčku WTA.
Turnaj se odehrával mezi 15. až 21. listopadem 1993 v newyorské aréně Madison Square Garden, kde byl instalován tenisový dvorec s kobercem Supreme. Celkové odměny činily 3 708 500 amerických dolarů.
Singlová i deblová soutěž se hrála vyřazovacím systémem pavouka. Všechny zápasy se konaly na dva vítězné sety, včetně uplatnění tiebreaku. Výjimkou se stalo finále dvouhry, v němž bylo k výhře potřeba vyhrát tři vítězné sady.
Třetí trofej na turnaji vybojovala Němka Steffi Grafová. Ženskou čtyřhru vyhrála poprvé americko-běloruská dvojice Gigi Fernándezová a Nataša Zverevová.

## Přehled finále

### Ženská dvouhra
- Steffi Grafová vs.  Arantxa Sánchezová Vicariová, 6–1, 6–4, 3–6, 6–1

### Ženská čtyřhra
- Gigi Fernándezová /  Nataša Zverevová vs.  Jana Novotná /  Larisa Neilandová, 6–3, 7–5